# 伊藤勘助

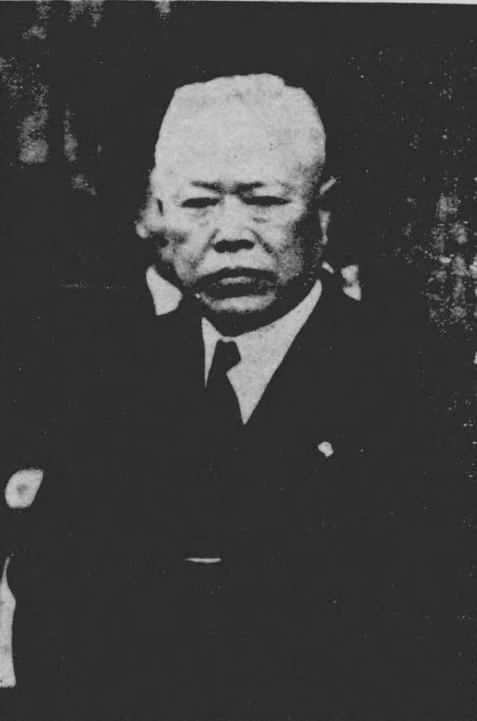
伊藤 勘助

伊藤 勘助（いとう かんすけ、1883年（明治16年）4月23日 - 1966年（昭和41年）2月12日）は、明治から昭和時代前期の官僚、政治家、実業家。仙台鉄道局長、宇部市長、山陽急行バス社長、山口県公安委員長。

## 経歴・人物
山口県大島郡久賀町（現・周防大島町久賀）出身。伊藤祥助の弟として生まれ、1921年（大正10年）分家する。1909年（明治42年）東京帝国大学法科大学独法科を卒業し、鉄道院に出仕。1911年（明治44年）同院副参事、ついで参事書記官を経て、1927年（昭和2年）仙台鉄道局長に就任。
1931年（昭和6年）7月に官界を去り、民間に転じ、精養軒社長、宮城電燈顧問などを歴任する。1938年（昭和13年）7月30日、推挙され、第7代山口県宇部市長に就任し、続いて第8代市長を1946年（昭和21年）1月21日まで務めた。

## 親族
- 岳父：永山武敏（陸軍軍人、貴族院男爵議員）[3]